# بوده (مجارستان)
بوده (به مجاری:  Böde) یک شهرداری در مجارستان است که در ترانسدانوبیای غربی واقع شده‌است. بوده ۹٫۱۷ کیلومتر مربع مساحت و ۳۰۷ نفر جمعیت دارد.